# 蒂耶斯库尔 (瓦兹省)
蒂耶斯库尔（法語：Thiescourt）是法国瓦兹省的一个市镇，属于贡比涅区（Compiègne）拉西尼县（Lassigny）。该市镇总面积13.03平方公里，2009年时的人口为739人。

## 人口
蒂耶斯库尔人口变化图示